# The Survivor
The Survivor es una película dramática biográfica de 2021, dirigida por Barry Levinson, a partir de un guion de Justine Juel Gillmer. Ben Foster interpreta a Harry Haft, un superviviente de la vida real del campo de concentración de Auschwitz, donde boxeó con otros reclusos para sobrevivir. Vicky Krieps, Billy Magnussen, Peter Sarsgaard, John Leguizamo y Danny DeVito coprotagonizan. La película tuvo su estreno mundial en el Festival Internacional de Cine de Toronto en septiembre de 2021 y se estrenó en HBO el 27 de abril de 2022. La película recibió críticas positivas de los críticos, particularmente por la actuación principal de Foster.

## Reparto
- Ben Foster como Harry Haft
- Vicky Krieps como Miriam Wofsoniker
- Billy Magnussen como Schneider
- Peter Sarsgaard como Emory Anderson
- Dar Zuzovsky como Leah Krichinsky
- John Leguizamo como Bill "Pepé" Miller
- Danny DeVito como Charley Goldman
- Saro Emirze como Peretz Haft
- Laurent Papot como Jean
- Paul Bates como Louis Barclay
- Sonya Cullingford como Else
- Michael Epp como SS Kuttner
- Charles Brice como Coley Wallace
- Aaron Serotsky como Michael Lieberman

## Producción
En noviembre de 2018, se anunció que Ben Foster se había unido al elenco de la película, junto con Barry Levinson, quien se suponía dirigiría la película a partir de un guion de Justine Juel Gillmer, con Matti Leshem, Aaron L. Gilbert, Jason Sosnoff, Levinson y Scott Pardo producen a través de New Mandate, Bron Studios y Creative Wealth Media, respectivamente. En marzo de 2019, Billy Magnussen, Danny DeVito, Vicky Krieps, Peter Sarsgaard, Dar Zuzovsky y John Leguizamo se unieron al elenco de la película. Hans Zimmer compuso la banda sonora de la película. La película fue retitulada The Survivor a partir del título provisional, Harry Haft. La fotografía principal comenzó en febrero de 2019.

## Estreno
The Survivor tuvo su estreno mundial en el Festival Internacional de Cine de Toronto de 2021 en septiembre de 2021. En octubre de 2021, HBO Films adquirió los derechos de distribución de la película. La película debutó en HBO y HBO Max el 27 de abril de 2022.